# ایوان لوف
ایوان لوف (اوکراینی: Львов Іван Володимирович؛ زادهٔ ۱۵ نوامبر ۱۹۹۱) بازیکن فوتبال اهل اوکراین است.